# قطع وريد (مسلسل)
قطع وريد، مسلسل تلفزيوني سوري من إخراج تامر إسحاق، ومن بطولة سلوم حداد، شكران مرتجى، باسم ياخور، أنس طيارة، عٌرض في شهر رمضان المبارك لعام 2025.

## ملخص القصة
تحدث جريمة قتل غامضة في قرية قريبة من دمشق تُدعى (المفرق)، ثم يبدأ التحقيق للبحث عن الجاني بين أفراد عائلتين تعيشان في القرية، لتكشف التحقيقات عن أسرار وتفاصيل صادمة وغير متوقعة.

## الممثلون
- سلوم حداد
- باسم ياخور
- شكران مرتجى
- أنس طيارة
- صفاء سلطان
- طارق مرعشلي
- عبير شمس الدين
- علاء زهر الدين
- جمال العلي
- أندريه سكاف
- راما زين العابدين
- مرح حسن
- شادي الصفدي
- فادي الشامي
- درويش عبد الهادي
- عدنان أبو الشامات
- إليانا سعد
- شمس الملا
- وليد حصوة
- سوار الحسن
- حمادة سليم
- دلع نادر
- هبة زهرة
- رامي أحمر
- محمد خير الجراح
- مريم علي
- باسل حيدر
- يزن السيد
- صفوح ميماس
- مهران نعمو
- مرح ديوب
- أمانة والي
- ريم عبد العزيز
- أسامة السيد يوسف
- فؤاد وكيل
- فواز سرور
- طارق الشيخ
- علاء قاسم
- يوسف المقبل
- أميرة خطاب
- قمر مرتضى
- أحمد رافع
- طارق زعتر
- بسام مرهج